# Miditerranean Pads
 (mars 2020).
Albums de Klaus Schulze
En Trance
(1988) Dresden Performance
(1991)
Miditerranean Pads est le vingt-et-unième album  de musique électronique composé par le musicien allemand Klaus Schulze.
Il est initialement publié en 1990 sur le label Brain et, en 2005, est le douzième album de Schulze réédité par Revisited Records. Il s'agit de la première de deux rééditions à ne pas proposer de piste bonus (l'autre étant Dosburg Online), bien que la première piste soit prolongée de deux minutes.

## Liste des titres
Toutes les chansons sont écrites et composées par Klaus Schulze.
| 1.    | Decent Changes (sur la version originale 30:45) | 32:35 |
| 2.    | Miditerranean Pads                              | 14:15 |
| 3.    | Percussion Planante                             | 25:04 |
| 71:59 |                                                 |       |